# Трепов, Борис Владимирович
Бори́с Влади́мирович Тре́пов (2 марта 1885 — 28 июля 1964) — полковник лейб-гвардии Конной артиллерии, герой Первой мировой войны.

## Биография
Из дворянского рода Треповых. Сын члена Государственного совета, тайного советника Владимира Федоровича Трепова.
По окончании Пажеского корпуса в 1906 году выпущен был подпоручиком в лейб-гвардии Конную артиллерию. Произведен в поручики 18 апреля 1910 года, в штабс-капитаны — 6 апреля 1914 года.
В Первую мировую войну вступил с лейб-гвардии Конной артиллерией. Пожалован Георгиевским оружием
За то, что во время боя с немцами у д. Шлаванты 2, 3 и 4 июня 1915 года, в течение трех суток находясь на наблюдательном пункте в передовом окопе под ружейным огнем, а также огнем легкой и тяжелой артиллерии, отлично руководил огнем батареи, нанес тяжелые потери противнику и этим способствовал наступлению наших частей, принудив противника очистить свои позиции.
Удостоен ордена Святого Георгия 4-й степени
За то, что 12 сентября 1915 года, при защите спешенной кавалерией переправы через р. Дрысвячицу у дер. Метейконы, по собственной инициативе, смело выехал со взводом конной артиллерии на открытую позицию на гребень, привлекая на себя сильнейший ружейный огонь противника, и прицельным огнём на картечь начал поражать густые цепи трех рот германцев, нанес им громадные потери, отбил все атаки и дал возможность коннице не только удержать переправу, но, перейдя в наступление, вновь занять дер. Корженевшизну.
29 апреля 1916 года произведен в капитаны, а 26 ноября того же года назначен флигель-адъютантом Его Величества. 21 февраля 1917 года назначен командующим 4-й батареей лейб-гвардии Конной артиллерии, а 2 апреля того же года произведен в полковники на вакансию, с утверждением в должности.
В Гражданскую войну участвовал в Белом движении в составе Добровольческой армии и ВСЮР. Командовал Мелитопольским отрядом (март 1919) и Отдельным дивизионом гвардии конной артиллерии (до октября 1919). В 1920 году служил в белых войсках на Восточном фронте.
После поражения белых армий эмигрировал во Францию. В 1931—1935 годах жил в Париже, где владел рестораном. В 1938 переехал в Бельгию, затем — в США.
Скончался в 1964 году в Нью-Йорке. Похоронен на кладбище Новодивеевского монастыря. Был женат на Софье Михайловне Иваненко (04.01.1894—20.09.1979).

## Награды
- Орден Святого Станислава 3-й ст. (ВП 10.12.1911)
- Орден Святой Анны 4-й ст. с надписью «за храбрость» (ВП 27.10.1914)
- Орден Святого Станислава 2-й ст. с мечами (ВП 15.03.1915)
- Георгиевское оружие (ВП 12.11.1915)
- Орден Святой Анны 3-й ст. с мечами и бантом (ВП 12.12.1915)
- Орден Святого Георгия 4-й ст. (ВП 18.07.1916)